# Etiópia vasúti közlekedése
Etiópia vasúthálózatának hossza 2008-ban 681 km volt, mely 1000 mm-es nyomtávolsággal épült ki. Villamosított vonal nincs az országban. A hálózat nagyon fejletlen, és nagyon rossz állapotban volt, ám kínai segítséggel mára[mikor?] már teljesen újjáépült normál nyomtávolsággal.

## Vasúti kapcsolata más országokkal
- [[Fájl:Flag of Sablon:Zászló/KDél-Szudán.svg|22px|keret|class=noviewer|KDél-Szudán]] Dél-Szudán - nincs
- Kenya - nincs
- Szomália - nincs vasút
- Szudán - van - eltérő nyomtávolság 1067 mm
- Dzsibuti - van - azonos nyomtávolság (1435 mm)
- Eritrea - igen - eltérő nyomtávolság 950 mm